# Distretto di Hakui
Il distretto di Hakui (羽咋郡, Hakui-gun?) è uno dei distretti della prefettura di Ishikawa, in Giappone.
Fanno parte del distretto i comuni di Hōdatsushimizu e Shika.
| Controllo di autorità | VIAF (EN) 253506476 · NDL (EN, JA) 00279628 |